# Musée Toulouse-Lautrec

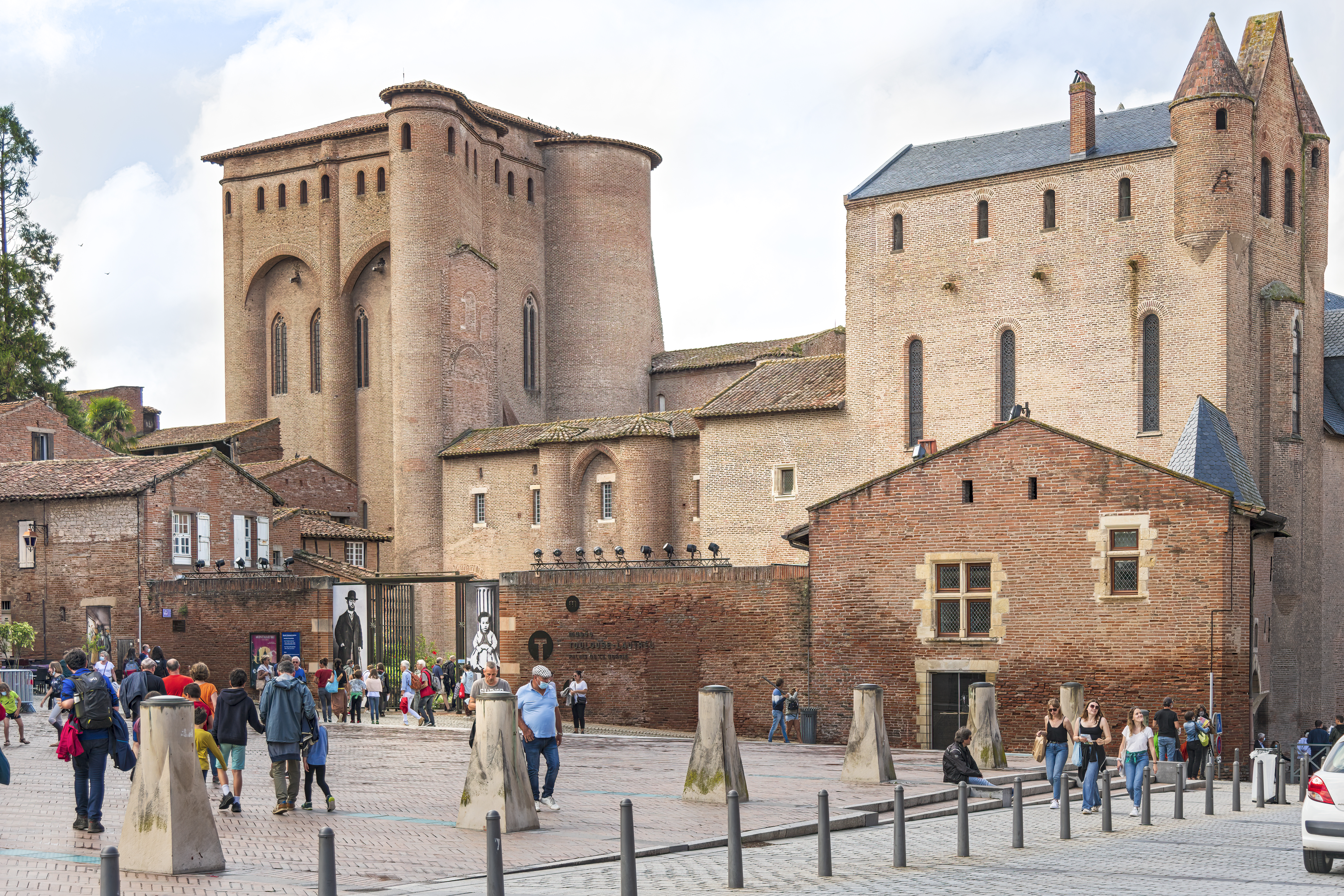
Musée Toulouse-Lautrec im Palais de la Berbie • Eingangsseite

Das Musée Toulouse-Lautrec im Palais de la Berbie ist ein Kunstmuseum in Albi, Frankreich, und wurde 1922 eröffnet. Es ist hauptsächlich dem französischen Maler Henri de Toulouse-Lautrec gewidmet, der in der Nähe geboren wurde. Der Palais de la Berbie liegt im historischen Zentrum von Albi, in der Nähe der Kathedrale Sainte-Cécile, mit der er ein architektonisches Ensemble aus roten Backsteinen bildet. Der Palast ist eine mächtige Festung aus dem 13. Jahrhundert. 

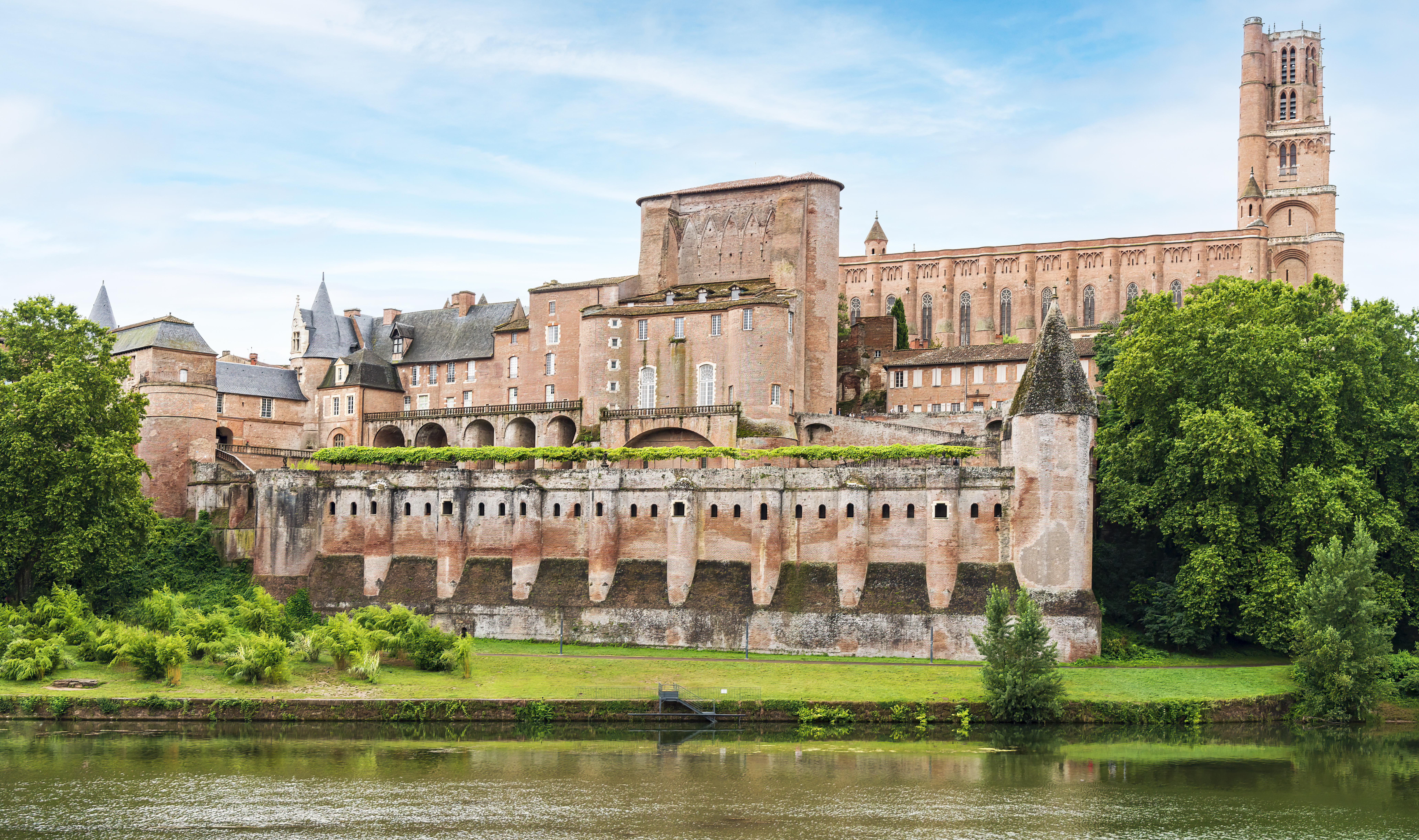
Le palais de la Berbie und die Kathedrale Ste. Cécile

Nach Lautrecs Tod im Jahr 1901 versuchten seine Eltern, die sein Werk verwahrten, es einem Museum zu stiften. Als die Pariser Museen dies ablehnten, schlug seine Mutter, die Gräfin Adèle de Toulouse-Lautrec, die Schenkung an die Stadt Albi vor. Da die Stadtverwaltung seit mehreren Jahren die Idee hegte, ein Museum zu gründen, und über die mittlerweile nicht mehr genutzten Räumlichkeiten des Palastes verfügte, nahm sie die Schenkung an. Durch den Ersten Weltkrieg verzögerte sich das Projekt jedoch und am 30. Juli 1922 wurden schließlich die ersten Ausstellungsräume eröffnet.
Von 2001 bis 2012 durchlief das Museum ein umfangreiches Umstrukturierungsprogramm. Nach dreimonatiger Schließung öffnete das Museum am 2. April 2012 wieder seine Türen für die Öffentlichkeit.

## Geschichte
In der zweiten Hälfte des 13. Jahrhunderts errichteten die Bischöfe von Albi zunächst den Palais de la Berbie und dann die Cathédrale Sainte-Cécile. Das Gebäude ist eine wahre Festung und zeugt von der Macht der Bischöfe von Albi.
Die mittelalterliche Architektur mit ihren außergewöhnlich hohen und dicken Mauern ist um einen Ehrenhof und einen Bergfried herum aufgebaut. Von diesem Ehrenhof aus betritt man heute den Museumseingang.
Von der Renaissance bis zum 18. Jahrhundert verwandelten die verschiedenen Prälaten die Festung in einen regelrechten Lustpalast mit Prunkräumen und französischen Gärten.
Die beiden Terrassen und der klassische Garten des Palastes wurden Ende des 17. Jahrhunderts (zwischen 1678 und 1687) auf Initiative des ersten Erzbischofs von Albi, Mgr Hyacinthe Serroni, angelegt.
Zu dieser Zeit wurden die Vorhangmauern, die ihren Verteidigungsaspekt verloren hatten, in einen schattigen Spazierweg umgewandelt, der einen Panoramablick auf den Tarn bietet. Im 18. Jahrhundert wurden auf diesem Weg von Mgr. de Stainville Marmorstatuen aufgestellt, die die Jahreszeiten darstellen.
1922 wurde das Toulouse-Lautrec-Museum in den repräsentativen Räumen des Palais de la Berbie eröffnet. Dank eines Vermächtnisses der Eltern von Henri de Toulouse-Lautrec beherbergt das Museum die größte öffentliche Sammlung der Welt, die dem Maler aus Albi gewidmet ist. Gemälde, Lithografien und Zeichnungen sowie alle Plakate, die Henri de Toulouse-Lautrec je angefertigt hat, werden hier ausgestellt.

## Henri de Toulouse-Lautrec
Henri Marie Raymond de Toulouse-Lautrec-Monfa wurde am 24. November 1864 in Albi in eine Familie aus dem ältesten Adel der Provinz geboren.
Lautrec litt an einer angeborenen Knochenkrankheit, die wahrscheinlich auf die Inzucht-Ehe seiner Eltern zurückzuführen war. Da er viele Monate lang bewegungsunfähig war, verbrachte er seine Tage mit Zeichnen und Malen. Auf diese Weise entwickelte er eine Begabung, die er schon in jungen Jahren gezeigt hatte, zu seiner Berufung.

### Von Albi nach Paris
Sein Eintauchen in das Pariser Leben brachte einen Wandel in Motiven und künstlerischem Ausdruck. Er wurde mit allen neuen Kunstformen seiner Zeit konfrontiert, engagierte sich für die Moderne und wurde sowohl Akteur als auch Zeuge der Bohème von Montmartre, die ihn inspirierte.
Als genialer Porträtist verewigte er die Stars, von Aristide Bruant bis Jane Avril, von Yvette Guilbert bis Loïe Füller.
Als Besucher der Bordelle widmete er sich dem einfachen Alltag der Prostituierten, die ihm vertrauten.
Er entwarf Programme und Bühnenbilder für das Theater, den Zirkus, das Vaudeville oder die Pariser Avantgarde-Bühnen.
Der Meister des Plakats
31 Plakate, die er von 1891 bis 1900 entwarf, bestechen durch ihre Kraft und ihre meisterhafte Vereinfachung des Bildes. Er ist ein Vorläufer des Plakats des 20. Jahrhunderts. Seine lithografische Produktion umfasst 370 Drucke, die die Virtuosität seines ausdrucksstarken und eleganten Strichs zeigen.
Toulouse-Lautrecs harte Arbeit, aber auch die Vergnügungen und der Alkoholmissbrauch beeinträchtigten nach und nach seine Gesundheit. Er starb am 9. September 1901 auf der Domaine de Malromé, dem Anwesen seiner Mutter, in der Gironde.
Bestand an Werken Toulouse-Lautrecs
Jugendbilder, Szenen aus Montmartre, das Milieu der Nachtlokale, der Bordelle, das Varietés oder des Theaters im Paris des späten 19. Jahrhunderts. Das Museum vereint die weltweit größte öffentliche Sammlung, die Henri de Toulouse-Lautrec gewidmet ist. Diese einzigartige Sammlung, darunter alle 31 Plakate, die er entworfen hat, bietet dem Besucher einen reichhaltigen und abwechslungsreichen Rundgang.

## Weiterer Kunstbestand des Museums
Das Musée Toulouse-Lautrec beherbergt eine Sammlung von Kunstwerken (Altmeister, 19./20. Jahrhundert), die sich mit der Geschichte des Museums vergrößert hat.

### Sammlung moderner Kunst
Ein ganzes Stockwerk ist einer Sammlung moderner Kunst gewidmet, die den Toulouse-Lautrec-Fonds ergänzt. Sie ermöglicht es, die Kunst vom Ende des 19. bis zur Mitte des 20. Jahrhunderts zu entdecken.
In den 1930er Jahren war das Musée Toulouse-Lautrec Teil der Problematik, die die französische Kunstszene bewegte: die Öffnung der öffentlichen Sammlungen für die moderne Kunst. Während die Gründung eines Museums für moderne Kunst in Paris erwogen wurde, entstanden Initiativen in der Provinz, darunter auch das Musée Toulouse-Lautrec.
Das Museum stellt die freundschaftlichen Beziehungen dar, die zwischen Toulouse-Lautrec und den Künstlerkreisen, in denen er verkehrte, bestanden. Dank Schenkungen oder Ankäufe durch den Staat, gelangten viel Kunstwerke in die Museumssammlung:
Ein Panorama der zeitgenössischen Kunstrichtungen zur Zeit Toulouse-Lautrecs: Synthetismus (Gauguin, Émile Bernard), Nabis (Maurice Denis, Bonnard, Vuillard, Valloton), aber auch Werke von Künstlern, die ihn inspirierten (Forain, Degas), oder von Mitschülern, die ihm während seiner Ausbildungsjahre bei Fernand Cormon nahe standen (Rachou, Gauzi, Louis Anquetin, Valadon).
Werke der berühmtesten Maler des frühen 20. Jahrhunderts (Matisse, Marquet, Dufy, Van Dongen) und Bildhauer (Bourdelle, Maillol, Despiau).
Eine bedeutende Gruppe von Künstlern, die Zeugen ihrer Zeit waren und damals die Anerkennung der kulturellen und künstlerischen Kreise genossen, die sogenannten Maler der poetischen Realität (Brianchon, Cavaillès, Legueult, Limouse, Oudot, Terechkovitch).

### Sammlung Altmeister-Gemälde
Die Sammlung alter Kunst bildet den allerersten Bestand des Museums, der Ende des 19. Jahrhunderts angelegt wurde. Viele hochwertige Werke sind erhalten, wie z. B. ein Gemälde von Francesco Guardi (1712–1793), Die Kirche Santa Maria della Salute in Venedig, oder zwei Originalwerke von Georges de la Tour (1593–1652): Der Heilige Judas Thaddäus und der Heilige Jakobus der Jüngere.

## Säle

### Palatiale Saal
In mehreren Räumen des Palais de la Berbie wurden bei den Arbeiten mittelalterliche Pflasterungen aus glasierten Terrakottafliesen aus dem 18. Jahrhundert freigelegt. Diese Mosaike sind in einem der Räume des Wachturms, dem Palatialesaal, zu sehen.

### De la Croix Saal
Im 17. Jahrhundert richtete Monseigneur Gaspard de Daillon du Lude im ersten Stock einen Speisesaal, den Salon Doré, und einen Empfangssaal, den Salle de la Croix, ein, der von dem Maler Coupelet eingerichtet wurde.
Die Sammlungen antiker Kunst sind in diesen beiden Sälen untergebracht. Sie bildeten das erste Inventar des Museums, das Ende des 19. Jahrhunderts zusammengestellt wurde. Sie umfassen hochwertige Werke, darunter ein Gemälde von Francesco Guardi (1712–1793) und zwei Werke von Georges de la Tour (1593–1652).

### Amboise Galerie
Während der Renovierungsarbeiten wurden bei Bohrungen an der Decke der Renaissance-Galerie im Ambois-Flügel Reste von Übermalungen freigelegt.
Während der Umbauarbeiten wurden bei Sondierungen an der Decke der Renaissancegalerie im Amboise-Flügel Reste von Malereien entdeckt. Die Felder dieser Decke in Form eines umgedrehten Schiffskörpers wurden freigelegt und geben heute den Blick auf ein außergewöhnliches Dekor aus dem späten 15. Jahrhunderts frei.